# Liu Yichik
Liu Yichik (Chinees: 刘倚池) (november 1989) is een schaatsster uit Volksrepubliek China.
In 2015 reed Yichik op het WK afstanden op de 1000 meter, de massastart en de ploegenachtervolging.

## Records
| Afstand    | Tijd    | Datum             | Baan      |
| ---------- | ------- | ----------------- | --------- |
| 500 meter  | 40.17   | 23 november 2013  | Changchun |
| 1000 meter | 1:19.04 | 14 oktober 2016   | Urumqi    |
| 1500 meter | 2:00.38 | 22 januari 2016   | Urumqi    |
| 3000 meter | 4:14.94 | 26 september 2015 | Urumqi    |
| 5000 meter | 7:25.93 | 25 januari 2016   | Urumqi    |